# Néstor Senra
Néstor Senra Pérez (Sevilla, 4 de enero de 2002), conocido como Néstor Senra, es un futbolista hispano-ecuatoguineano que juega como defensa para el R. C. Recreativo de Huelva de la Segunda Federación de España, y para la selección de Guinea Ecuatorial.

## Trayectoria
Se formó en la cantera del Sevilla Fútbol Club, hasta llegar al Sevilla F. C. "C" en la temporada 2021-22,
Su primera experiencia fuera del club sevillano sería en el Real Avilés Club de Fútbol de la Segunda Federación, con quien firmó por una temporada en julio de 2023. Tras no ofrecerle la renovación el club asturiano, volvió a jugar en un equipo de la provincia de Sevilla, el 20 de junio de 2024 se comprometió con el Club Atlético Antoniano, de la Segunda Federación.
El 28 de junio de 2025, fichó por el R. C. Recreativo de Huelva.

## Selección nacional
Es internacional por la selección de fútbol de Guinea Ecuatorial, con la que hizo su debut el 3 de septiembre de 2021 en un encuentro contra Túnez, que concluyó en derrota por tres goles a cero, donde Néstor disputó 11 minutos, sustituyendo a Luis Meseguer.

## Clubes
| Club                       | País   | Año       |
| -------------------------- | ------ | --------- |
| Sevilla F. C. "C"          | España | 2021-2023 |
| Real Avilés C. F.          | España | 2023-2024 |
| Atlético Antoniano         | España | 2024-2025 |
| R. C. Recreativo de Huelva | España | 2025-     |